# Aprostocetus agrus
Aprostocetus agrus är en stekelart som först beskrevs av Walker 1839.  Aprostocetus agrus ingår i släktet Aprostocetus och familjen finglanssteklar. Arten är reproducerande i Sverige. Inga underarter finns listade i Catalogue of Life.